# パーヴェル・イグナチェフ

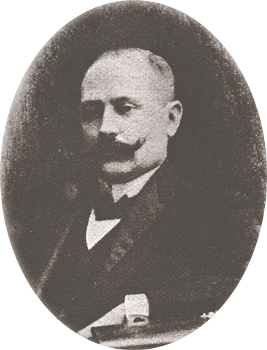
パーヴェル・イグナチェフ

パーヴェル・ニコラエヴィッチ・イグナチェフ（Па́вел Никола́евич Игна́тьев, 1870年8月 - 1945年8月12日）は、帝政ロシアの政治家。1915年から1917年までニコライ2世の下で、教育大臣兼宮中顧問官を務めた。

## 経歴
父はアレクサンドル3世の時代に内務大臣を務めたニコライ・パヴロヴィッチ・イグナチェフ伯爵。キエフ大学を卒業後1903年4月16日、ナターシャ・ニコラエヴナ・メスツェレスキー公爵令嬢（1877年 - 1944年）とフランスのニースで結婚し、5人の男子を儲けた。1909年に農業省に入省し1912年に同副大臣、第一次世界大戦中の1915年に教育相に任命された。
1918年にロシア革命が起こると、イグナチェフは逮捕され処刑が決まった。しかし彼が教育相在任中に行ったポーランド語の権利などに関する進歩的政策を評価していたポーランド人コミッサールにより命を救われ、1919年に家族とともにヨーロッパに亡命した。イグナチェフはニコライ2世の閣僚中、唯一処刑を免れることができた。イギリスのサセックスを経て1925年にイグナチェフ一家はカナダに移り、3年後にケベック州上メルボルン（Upper Melbourne）に定住した。イグナチェフの一子ゲオルギー（ジョージ）・イグナチェフはカナダの著名な外交官となった。孫の一人、マイケル・イグナチェフは作家、ハーバード大学教授を経て、カナダの下院議員、カナダ自由党党首となった。

## 参考
- Count Ignatieff address to the Empire Club of Canada
- "Countess Ignatieff". New York Times, 30 Aug 1944: 17.
- Index with link to Ignatieff genealogical information
- "Nicholas Ignatieff". New York Times, 30 Mar 1952: 93.
- Russians in Exile